# Dilophus segnis
Dilophus segnis är en tvåvingeart som beskrevs av Frederick Wollaston Hutton 1901. Dilophus segnis ingår i släktet Dilophus och familjen hårmyggor. Inga underarter finns listade i Catalogue of Life.